# Rosco P. Coltrane
Pour les articles homonymes, voir Coltrane.
Le shérif Rosco P. Coltrane est un personnage de fiction créé pour la série télévisée Shérif, fais-moi peur, dans laquelle il est interprété par James Best.

## Biographie fictive
Rosco Purvis Coltrane est le shérif de la zone non incorporée du Comté de Hazzard dans l’État de Géorgie. Il est en étroite collaboration avec Jefferson Davis « Boss » Hogg, son beau-frère, qui dirige de main de fer le comté. Enos Strate et Cletus Hogg sont les adjoints du shérif.
À l'origine, il était un officiel honnête mais lorsque son salaire a baissé, il a décidé de trouver d'autres moyens pour trouver de l'argent. Il est donc un shérif corrompu, et trempe dans les affaires de Boss Hogg.
Coltrane et Boss Hogg sont toujours en conflit avec la famille Duke, principalement avec les cousins Bo et Luke Duke, qui sèment la pagaille au volant de leur Dodge Charger de 1969, surnommée « General Lee ». Ils sont cependant capables de s'allier entre eux lorsque l'intérêt est commun et que des étrangers menacent le Comté.
Il a un basset hound nommé Flash.
À la suite de la mort de Boss Hogg, l'empire revient à Rosco, qui devient le Commissioner du Comté.

## Véhicules conduits

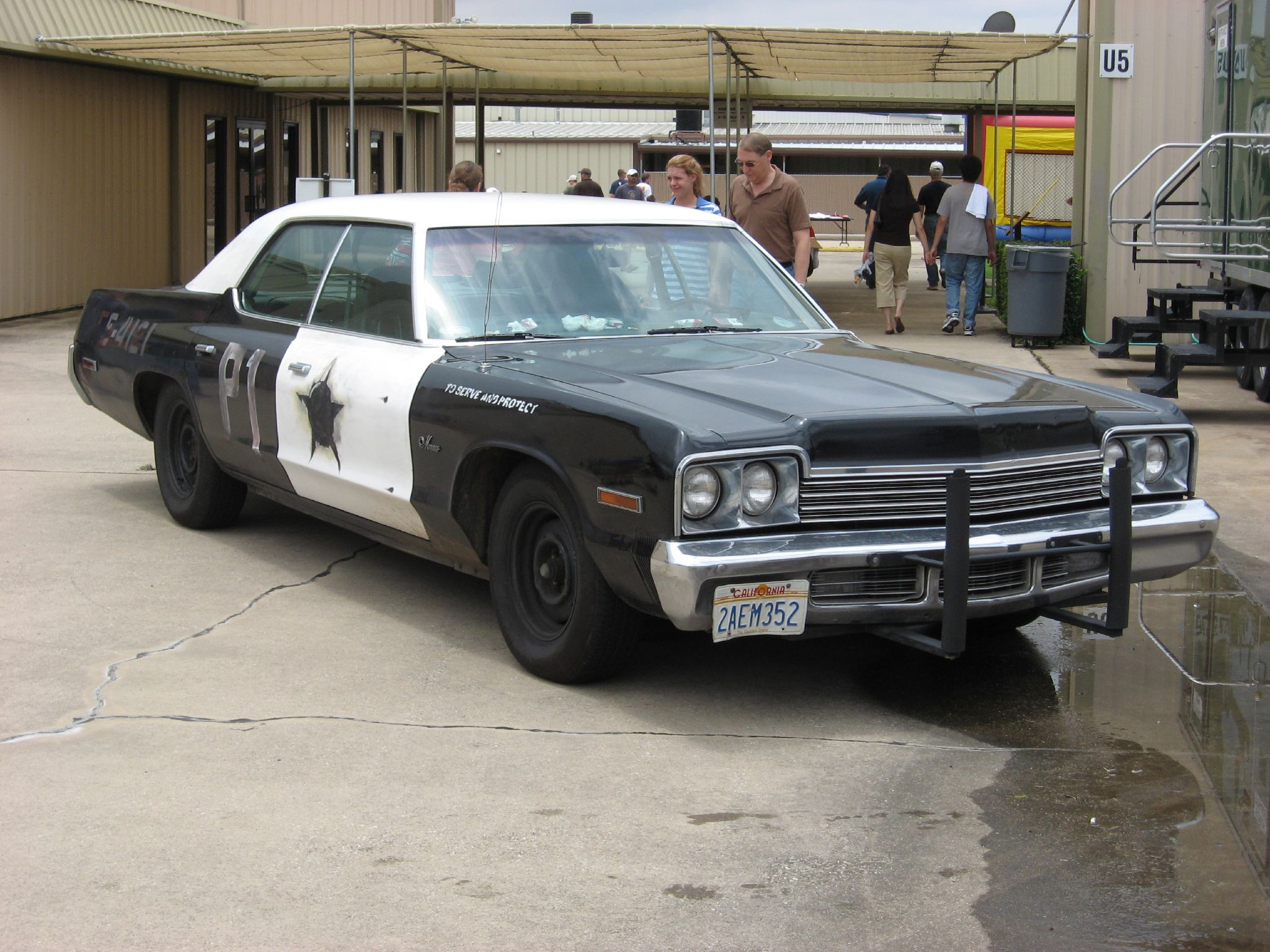
1re génération de Dodge Monaco, que le personnage a conduit dans la série

Dans la 1re saison, sa voiture de patrouille est une AMC Matador de 1974-1975 ou une Dodge Polara de 1970. Dans le reste de la série, il conduit une Dodge Monaco ou une Plymouth Fury.
Il a également une Pontiac LeMans de 1977 pour son usage personnel, puis une Chevrolet Impala 1967-1968.

## Œuvres où le personnage apparaît

### Télévision
- 1979-1985 : Shérif, fais-moi peur (The Dukes of Hazzard) (série télévisée) - interprété par James Best
- 1980 : Enos, saison 1 - épisode 5 (série télévisée spin-off) - interprété par James Best
- 1983 : The Dukes (série télévisée d'animation) - doublé par James Best
- 1997 : Shérif Réunion (The Dukes of Hazzard: Reunion!) (téléfilm) de Lewis Teague - interprété par James Best
- 2000 : Les Duke à Hollywood (The Dukes of Hazzard: Hazzard in Hollywood) (téléfilm) de Bradford May - interprété par James Best
- 2007 : Shérif, fais-moi peur : Naissance d'une légende (The Dukes of Hazzard: The Beginning) (téléfilm) de Robert Berlinger - interprété par Harland Williams

### Cinéma
- 1975 : Moonrunners de Gy Waldron - interprété par Bruce Atkins. Le personnage s'appelle Roscoe Coltrane et sera, comme quasiment tout le film, la base de ce que sera la série
- 2005 : Shérif, fais-moi peur (The Dukes of Hazzard) de Jay Chandrasekhar - interprété par M. C. Gainey